# Medical Top Team
Medical Top Team (Hangul: 메디컬탑팀, transliteratie: Medikeol Tap Tim) is een Zuid-Koreaans medisch drama van de zender MBC. De serie is geschreven door Yoon Kyung-ah en geregisseerd door Kim Do-hoon. De serie is opgenomen in augustus 2013 en werd voor het eerst uitgezonden op 9 oktober 2013 op MBC. De serie draait om het dagelijks leven van de tot de top behorende doktoren en verpleegkundigen die deel uitmaken van het Medical Top Team van het fictieve Gwang Hae University Hospital.

## Personages

### Hoofdrollen
- Kwon Sang-woo als Park Tae-shin

Een getalenteerde thoraxchirurg die vaak niet wordt begrepen door zijn ongecompliceerde manier van spreken, maar is zeer vriendelijk en zachtaardig. Heeft een oogje op Seo Joo-young
- Jung Ryeo-won als Seo Joo-young

Een charismatische en ambitieuze thoraxchirurg Lee Min-jung en Lee Na-young waren eerst in de race voor deze rol.
- Ju Ji-hoon als Han Seung-jae

Een gerenommeerde internist wiens zachtaardige buitenkant zijn 'hart van ijs' verbergt. Hij is de zoon van de voorzitter van het Gwang Hae University Hospital, Lee Doo-kyung.
- Oh Yeon-seo als Choi Ah-jin

Een enthousiaste en energieke leerling-chirurg die pas twee jaar in het vak zit. Ze is beste vrienden met Kim Seong-woo en heeft een oogje op Park Tae-shin.
- Choi Minho als Kim Seong-woo

Een goedmoedige leerling-chirurg en is het jongste lid van het Medical Top Team. Hij is verliefd op Choi Ah-jin, echter is dit niet wederzijds.

### Bijrollen
- Kim Young-ae als Shin Hye-soo

De adjunct-directeur van het Gwang Hae University Hospital.
- Ahn Nae-sang als Jang Yong-seop

Hoofd van de chirurgische afdeling.
- Kim Sung-kyum als Lee Doo-kyung

Voorzitter van de Gwang Hae Group en is de vader van Han Seung-jae.
- Park Won-sang als Jo Joon-hyuk

Een vriendelijke arts van het Gwang Hae University Hospital en het voorbeeld van Choi Ah-jin.
- Lee Hee-jin als Yoo Hye-ran

De gezellige chirurgische verpleegkundige van het Medical Top Team en staat achter Park Tae-shin.
- Alex Chu als Bae Sang-kyu

Een vriendelijke medisch specialist van het Medical Top Team die zijn grote ambitie verbergt.
- Kim Ki-bang als Jung Hoon-min

Een andere arts van het Medical Top Team die een relatie heeft met Yeo Min-ji.
- Jo Woo-ri als Yeo Min-ji

Een andere chirurgische verpleegkundige die zowel de aandacht van Bae Sang-kye als Jung Hoon-min krijgt.
- Kal So-won als Eun Ba-wi

Een achtjarig meisje dat met spoed naar het Gwang Hae University Hospital is gebracht door Park Tae-shin. Ze is als een dochter voor hem, omdat ze als wees bij hem in het ziekenhuis op het platteland is gekomen.
- Lee Dae-yeon als Hwang Cheol-goo

Directeur van de Paran Clinic.